# 溴乙酰溴
溴乙酰溴是溴乙酸的酰溴，化学式 CH2BrCOBr。

## 制备
溴乙酰溴可以由乙酸和溴在140 °C和红磷存在下反应而成。

## 性质
溴乙酰溴是一种极易燃的无色液体，有刺激性气味，在水中水解。

## 用处
溴乙酰溴用作生产其它化合物的中间体（特别是用于区域选择性合成杂环化合物），这些化合物可用于农药、染料和药物等领域。